# 天津城市卡
天津城市卡是一种电子钱包。从卡的形式上看，它是采用无线射频（RFID）技术的非接触式IC卡。一卡通的设计初衷是通过一张卡实现包括水、电、气费在内的各种市政费用，以及出租车费和公共交通费用的缴纳。
天津城市一卡通系统是以统一发行的非接触式IC卡作为各种交易费用的支付介质，利用先进的计算机网络、自动控制、信息处理、通信等技术建立的以IC卡发行、消费、结算为基本业务的应用系统。天津城市一卡通的制作、发行、充值、结算清分、退换和回收管理均由天津城市一卡通支付有限公司负责。

## 使用范围
- 天津地铁（含津滨轻轨）
- 天津市多数公交线路（包含市区公交、滨海公交、生态城公交、交通集团及蓟州客运）
  - 部分长途定制班线不支持刷卡，例如570路快线（只能使用天津公交APP扫码乘车），会在车门处或司机安全门处提示
- 天津出租车
- 自来水燃气缴费

## 历史
2006年6月23日，天津城市一卡通清算中心正式开始清算。
2006年12月28日，城市一卡通开始在地铁1号线投入使用。持城市一卡通乘车可享受9折优惠。
2007年7月1日，天津市3.2万辆出租汽车启动城市一卡通刷卡功能。
2007年10月28日，市民乘坐公交车、缴纳自来水费可以使用城市卡刷卡付费。
2008年8月5日，津滨轻轨启用城市一卡通系统。至此，城市卡已实现了在公交、地铁、轻轨、出租车、自来水“一卡通用”。
2008年8月5日，天津开发区导轨电车一号线启用城市一卡通系统。
2008年8月7日，天津城市一卡通有限公司与北京市政交通一卡通公司联合发行京津一卡通特种纪念卡。
2008年11月28日，市民可在部分燃气营业厅使用一卡通支付IC卡表燃气费。

2013年9月，天津城市一卡通将更换为符合中国银联PBOC标准的美伽汇卡，原押金卡在经实名注册后将停止使用。纪念卡不受影响。
2015年12月25日，天津市正式发行全国交通一卡通，实现了与全国327个城市的互联互通。
2018年起，由天津城市一卡通发行的各类城市卡已全面使用全国交通一卡通互联互通标准。
2020年9月21日，天津互联互通城市卡正式上线Apple Pay。
2021年8月，天津市社会保障和人力资源局、天津城市一卡通有限公司宣布在天津市第三代社保卡中加载天津互联互通城市卡功能，持卡人为卡内城市卡账户充值后，即可刷社保卡乘坐公交、地铁等公共交通，并享受天津市内公共交通优惠。
2024年12月4日，天津城市一卡通有限公司名称正式变更为天津城市一卡通支付有限公司。

## 种类
- 普通卡
- 纪念卡

## 特种卡
- 京津一卡通
- 纪念卡、联名卡、个性化卡、异型卡、特种用途卡

## 使用方法
公共汽车：
- 上车时在读卡机前刷卡一次，下车时不需刷卡。
  - 2024年底开始，部分阶梯票价的长线（如688路）开始模仿北京公交做法，在后门安装刷卡机，提示乘客下车刷卡，如下车不刷卡则下次乘车时扣除本次所乘线路的全程票价，此类线路通常因此不再支持支付宝乘车码。

出租车：
- 在驾驶员出示的机具上刷卡，由于转账手续繁琐，出租车驾驶通常婉拒刷卡。

地铁：
- 自2006年12月28日，城市一卡通开始在地铁1号线投入使用，进出站均需刷卡。

### 优惠政策
- 天津公交线路9.5折（外地卡限北京市及河北省交通联合卡享受，其他地区按原价扣款）
- 滨海公交（限2元及以下线路）、生态城公交线路及地铁9折（外地卡皆可享受）
- 在90分钟内（仅限天津本地卡）：
  - 天津公交、滨海公交或生态城公交同公司线路内换乘时，优惠2元，最多优惠2次
  - 地铁与公交之间换乘，先优惠1元，再享受上述折扣[6]

## 细节

### 申办/充值
- 申办一卡通需要交纳18元押金
- 每次充值数目必须为10的倍数
- 卡内余额最高不得超过1000元
- 退卡时卡内余额不足50元的当场全额退还；卡内余额高于50元的（含50元），应凭押金凭证在扣除10%的退卡手续费后当场退还。一次退卡（多卡）金额大于一万元的须提前两个工作日与窗口预约并提供经办人身份证复印件。[1]

### 透支
用户在使用一卡通乘坐天津地铁时，如卡内余额满2元且不足支付本次车费时可以透支一次，透支金额将在充值或退卡、换卡时扣除。

## 请参阅
- 智能卡